# 舘残翁

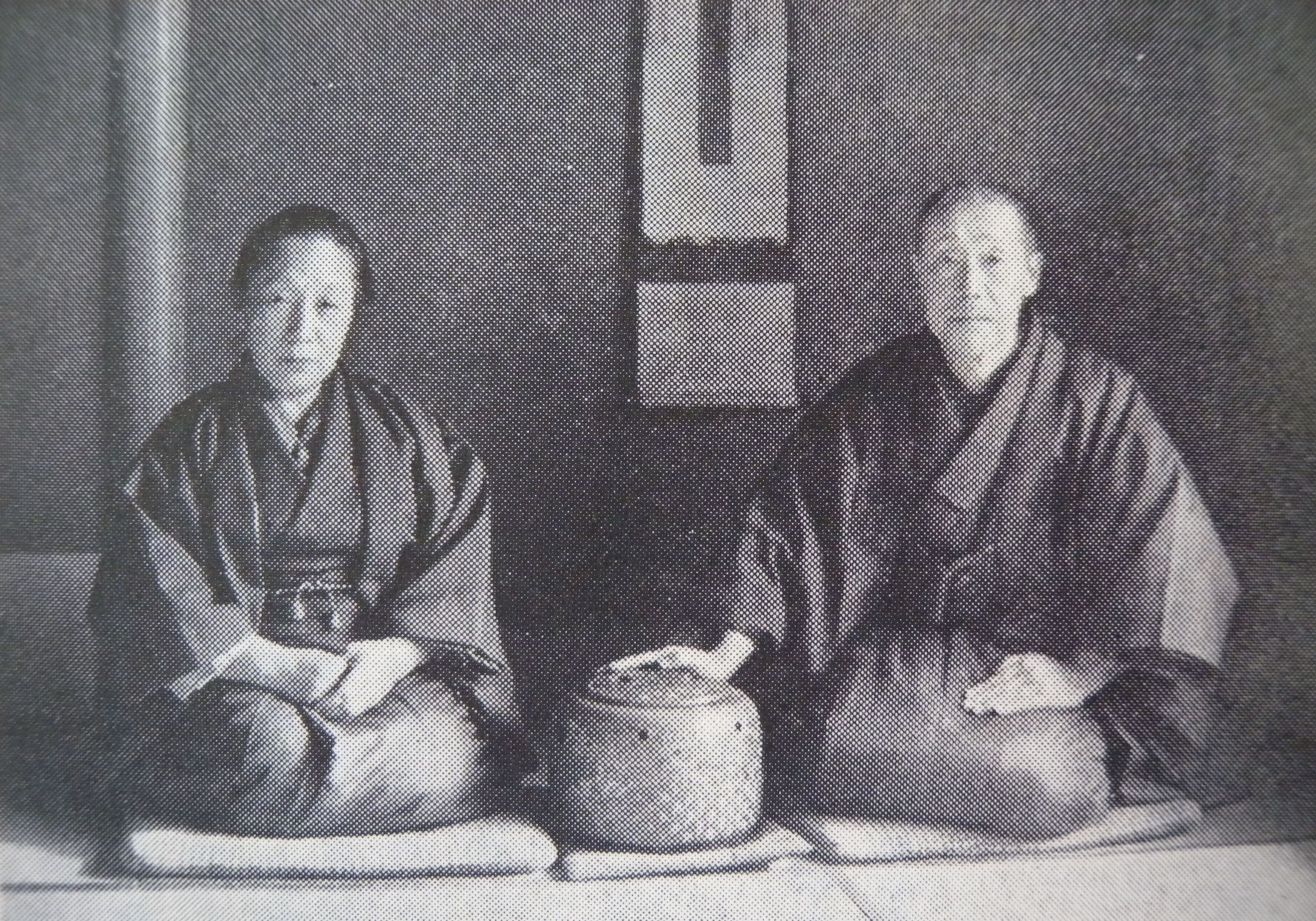
昭和11年の舘残翁夫妻（加賀大乗寺史の研究より）

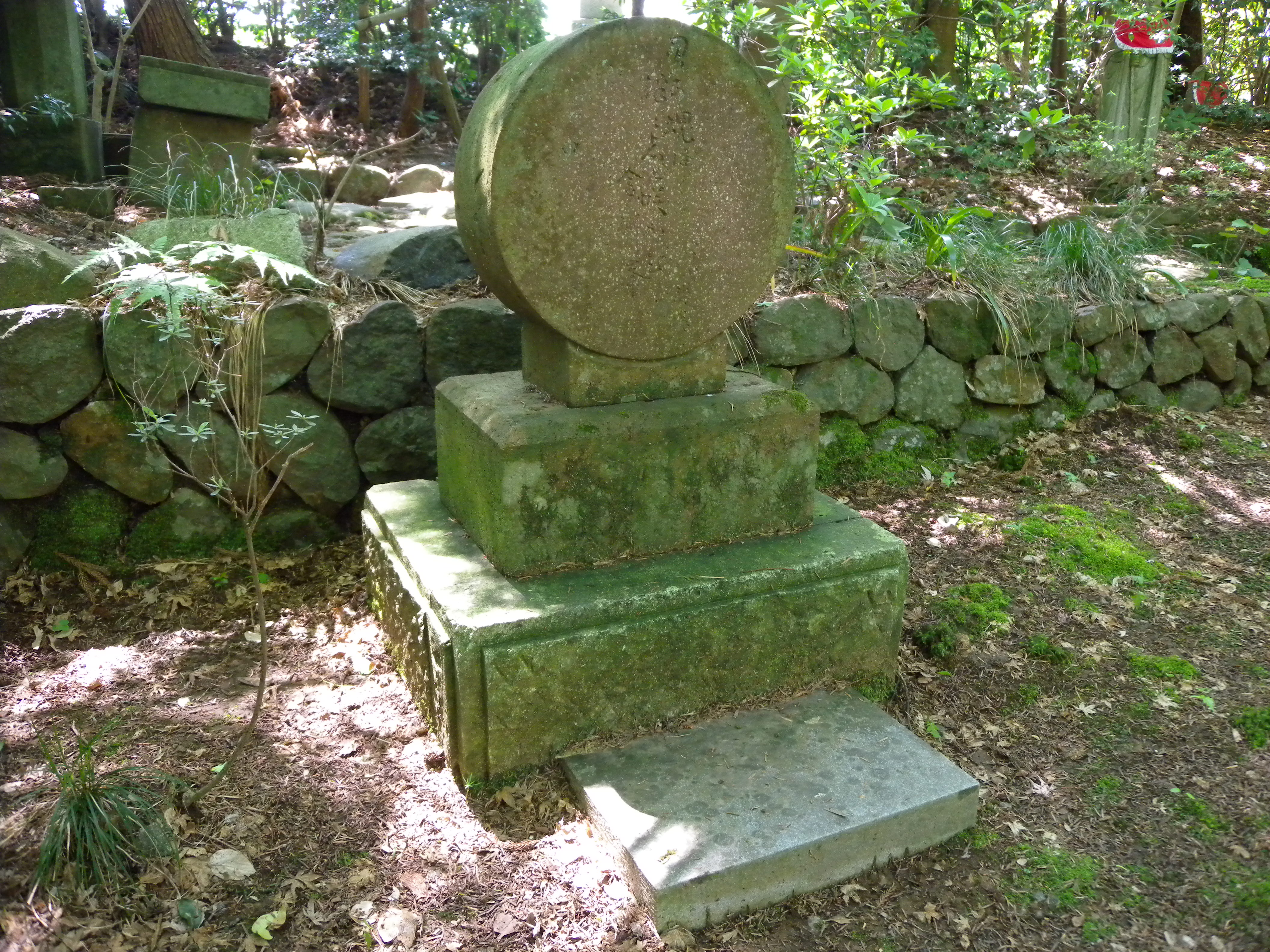
大乗寺山門脇の舘残翁記念碑
わが魂 津々志と咲かむ 金獅峯(残翁)
碑文は大乗寺66世渡辺玄宗禅師揮毫

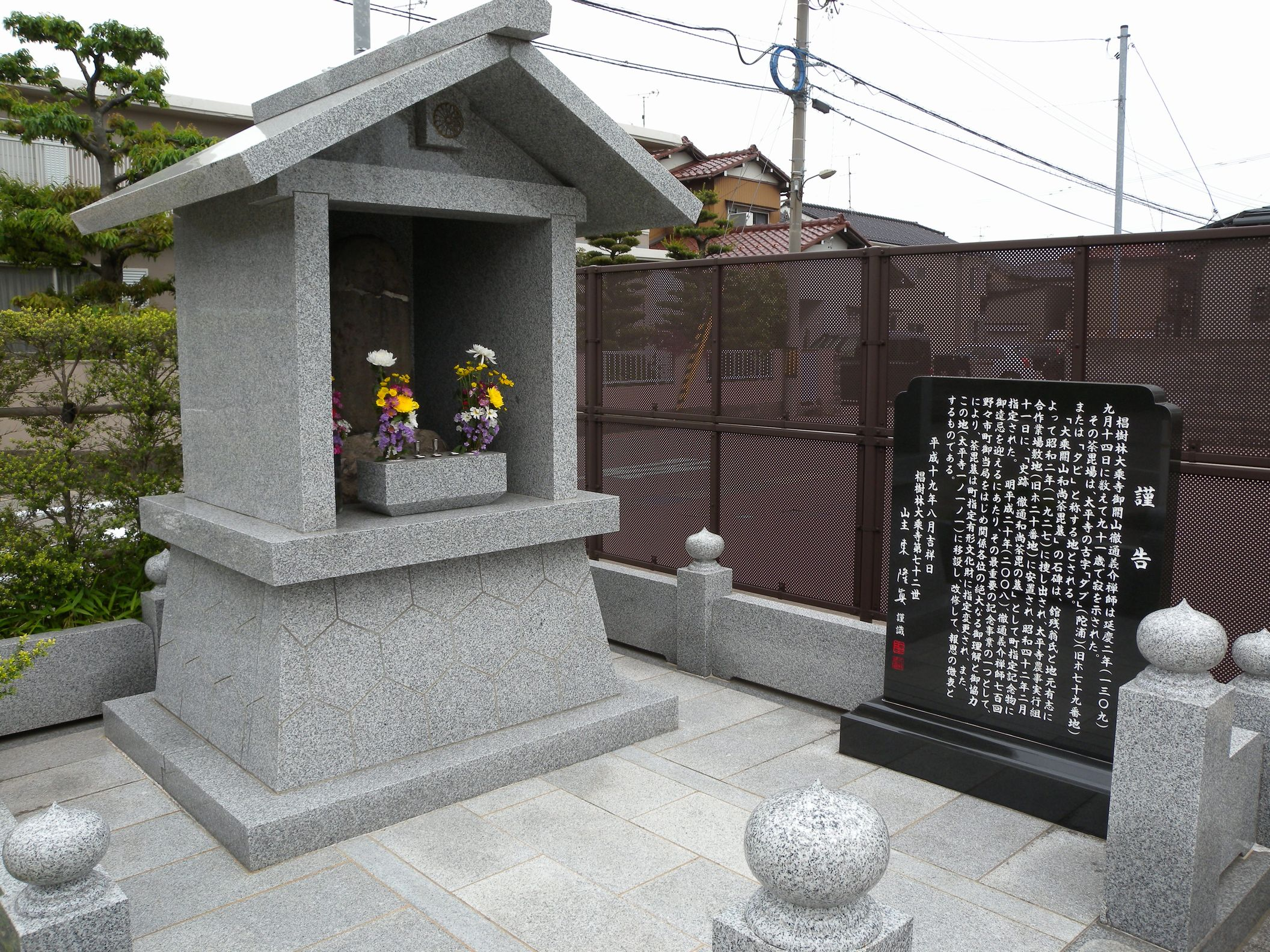
残翁らが発掘した徹通義介荼毘塚墓標を安置する祠

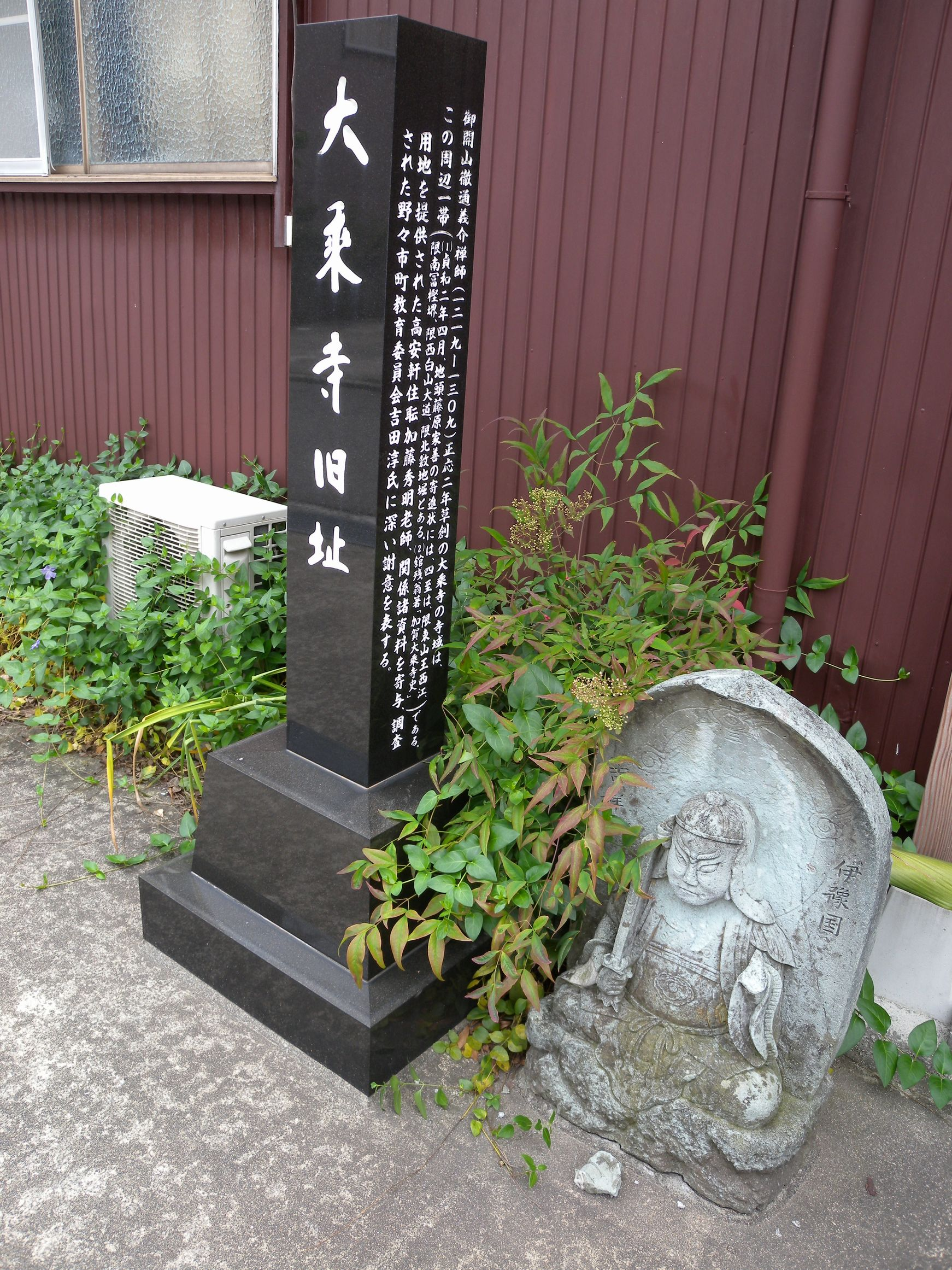
開祖徹通義介の遺骨を安置する高安軒

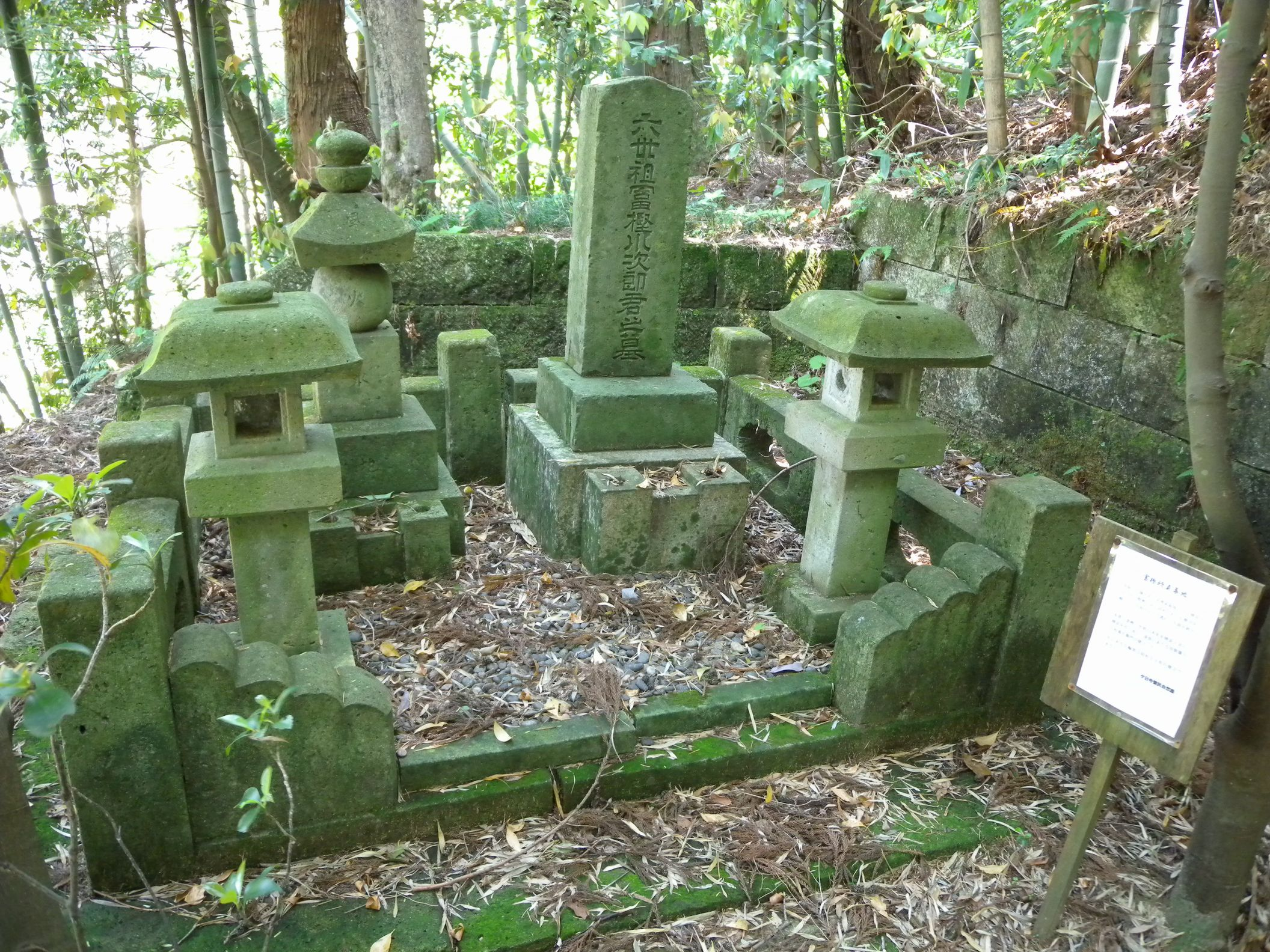
伝灯寺の近くにある冨樫晴貞の墓地

舘 残翁（たち　ざんおう、1867年（慶応3年）7月21日 - 1947年（昭和22年）9月12日）は、日本の歴史学者。
旧加賀藩石川郡野々市村(現石川県野々市市本町)の商家の長男として生まれた。家業は破綻するが、窮状にありながら冨樫氏と、冨樫氏が開山して庇護した大乗寺の研究に生涯を捧げた。大乗寺に保管されていた遺稿が、関係者によって「加賀大乗寺史」、「冨樫氏と加賀一向一揆史料」として出版されている。

## 生涯
舘家は、現在の野々市市本町を南北に走る石川県道179号野々市鶴来線(旧白山大道(はくさんおおみち)：大野街道とも呼ばれ、現野々市市を経て、現白山市白山町と現金沢市金石を結んだ道)と、東西に走る旧北陸道とが交わる交差点（現本町交差点）の横(現野々市市本町3丁目)にあった。野々市村では人の往来も物流も最も盛んな位置にあって、江戸時代から続く味噌醤油を商う商家であり、明治期には造り酒屋を営むほど勢いがあり、300石余の田地を持つ有力地主でもあった。
舘残翁は先代八平の長男として生まれ、下に弟一人、妹二人がいた。本名は八平、幼名は幸太郎といい、母は野々市村の水毛生伊余門（伊右衛門）の長女恵津であった。水毛生家は、先祖が冨樫氏の家臣で、慶長年間には加賀藩の肝煎にも任ぜられている旧家であり、代々の当主は伊余門（伊右衛門）を名乗っている。幸太郎の最終学歴は尋常高等小学校であるが、幼い頃から才知に優れて学業成績が良く、性格は温厚だったが、独学によって知識と教養を高めようとする気鋭を持ち合わせていた。人前に出て目立つことを嫌ったため、公職などには一切就こうとしなかった。明治22年(1889年)、金沢市金石の岡田太四郎の次女・冨と結婚し、一男四女が誕生している。
明治23年(1890年)の野々市大火で家屋や酒蔵を焼失した後は資金繰りが難しくなり、事業も思わしくない状態が続いた。昭和5年(1930年)に発生した昭和恐慌によって、ついに倒産に至り、住宅店舗の一切を失い、金沢市胡桃町（現金沢市兼六元町）で借家住まいを始めることになる。残翁を雅号としたのはこの頃からで、あたかも過去を振り切って決絶するかのように、冨樫氏と大乗寺の研究に没頭し、新聞・雑誌への研究成果寄稿も開始するようになった。戦時下にあっても図書館通いを続け、長男の住む東京への逗留によって東京大学や尊経閣文庫の資料閲覧を行うなど、研究の手を休めることはなかった。
昭和22年(1947年)に80歳の生涯を閉じ、野々市の舘家代々の墓に葬られた。大乗寺には、残翁の記念碑が建てられている。

## 業績

### 大乗寺の研究
押野荘の南部（現野々市市本町1丁目～横宮町）に、冨樫家尚が創建した密教寺へ、越前永平寺三代住職であった徹通義介が招聘されて、正応4年(1269年)に曹洞宗の禅寺として開山したのが大乗寺である。徹通義介禅師は冨樫吉信の子孫として越前足羽郡に生まれ、その遠祖が冨樫氏宗家と同様の利仁将軍であることに、家尚が縁を感じての招聘であったとされる。その後、天正4年(1576年)と天正8年(1580年)の、相次ぐ佐久間盛政の一向一揆勢攻めによって炎上消失するまでの300余年間にわたり、代々の冨樫氏の強力な庇護によって、永平寺に次ぐ曹洞宗第二の叢林として栄えた。
大正3年(1914年)に行われた野々市の耕地整理事業で、開祖徹通禅師の遺骨を安置したとされる開山塔所跡（現在の野々市市横宮町）の地下から、石櫃3個が発掘された。これを聞いた残翁は、現場に駆けつけて工事担当者に交渉し、骨粉が残る小瓶一個を自宅に保管した。それらの発掘品は、現在の高安軒に安置されている。また、徹通禅師の荼毘跡が野々市市太平寺にあったとされていたが、明治期以降の開墾と耕地整理によって痕跡が消えてしまった。残翁は、太平寺町の有志と協力して発掘による探索を試み、ついに徹通和尚荼毘墓の墓牌を発見するに至った。現在、この墓碑は新装なった都市計画道路の傍らで、野々市市よって整備された新しい祠の中に安置されている。
これらの史料が自分との係わりにおいて相次いで発掘されたことが契機となり、大乗寺の来歴を広く世に知らしめる作業こそが己に課せられた使命のように感じつつ、ますます研究に没頭するようになったものと思われる。「加賀大乗寺史」は、大乗寺が押野荘にあった開山から焼失までの時代、金沢市内の木ノ新保（現金沢駅辺り）と本多町（石川県立工業高等学校の辺り）にあった時代、金沢市長坂に移転して現在までに至る時代の各々を、日本史、日本禅宗史、郷土史と関連付けて、年代順にまとめたもので、700年にわたる石川県の歴史を検証できる貴重な資料となっている。

### 冨樫氏の研究
残翁は著書で、以下のように断じている。藤原忠頼が永延元年(987年)に加賀の国府（現在の小松市古府）へ司として着任してから、守護冨樫政親が高尾城に没する長享2年(1488年)までが502年間、冨樫氏最後の当主冨樫泰俊が野々市の守護館を追われて越前金津城へ逃れるまでが83年間、合わせて600年間近くに亘って冨樫の家名を保持できたのは、民心を得て仁政を布いたからに他ならない。なぜなら、同時期は藤原氏の院政に次いで、源氏を排除して北条氏が登場する鎌倉時代、後醍醐天皇が鎌倉幕府を倒して天皇親政を復活した建武の中興、その後醍醐天皇を追放した足利尊氏の謀反、後醍醐天皇が南朝を立てて対抗した南北朝時代、応仁の乱などに揺れた室町時代、織田信長が足利義昭を追放する安土時代へと目まぐるしく時代が変遷した。相次ぐ戦い、親子の相克、兄弟争いなど、瞬時も安らぐことのない動乱の時代にあって、600年もの長きに亘って家名を護持できたのは、冨樫氏の徳が深く加賀の民心に広まっていたからである。冨樫政親滅亡後も、暴威無道であった一揆勢が冨樫の治世を懐旧し、再び冨樫泰高を守護職に奉じて野々市の守護館へ迎えた。そのこと一つを見ても、冨樫氏の遺徳が民の中に深く浸透し、声望の高かったことが窺えるではないか、と。
また、泰俊の最期から400年を経た今日、史実の伝承も途絶え、冨樫氏と言えば仏敵の一向一揆、安宅の勧進帳、加賀の赤飯(稲荷信仰に関係する)、民から慕われた藤原忠頼の勅許重任の4点でしか語られることがないことを嘆いている。
研究範囲は石川県内に留まらず、晴貞と泰俊亡き後の、押野（後藤家）、出羽、尾張、安芸、紀伊、能登、美濃の各冨樫氏のその後についても追跡を試みている。残翁は、何度かの上京による調査によって、「看聞日記」、「満済准后日記」から新事実を発見したことを歓喜し、先達史家の誰もが触れることもなかった「常光国師語録」、「不二遺稿」、「三宝院文書」を手にしたときは、それらを捧げ頂いて暫し感涙に浸ったと書いており、研究への思い入れが尋常でなかったことを窺わせる。
人前に出て目立つことを好まなかった残翁であったが、晩年は、研究成果が「石川県史第一篇改訂版」に採用され、「加賀文化」や「北国新聞」に連載されたことを、素直に喜んでいる。

## 書評
残翁の業績は多くの永平寺関連史料を調べていた時に残翁の遺稿を発見した本岡三郎が発起人となって、二冊の著作が刊行されるにいたったが、いずれの書にも斯界の権威らが残翁の業績を称える書評や巻頭言を寄せている。中でも、浅香年木は、石川県立図書館に通って残翁の原稿を書写する作業を繰り返しているうちに、以下の感想を抱くようになったと書いている。金沢とその近郊が生み出した地方史研究者として著名なのは冨田景周、森田柿園、日置謙であるが、この三人に並んで看過できないのが舘残翁である。先の三人は、藩校教師や県職員などの公務を持つ旧制高校出身者などであり、いわば史学を専門職とする身分であったが、残翁は無位無冠で、終始在野にあり、藩、県、前田家などの保護を一切受けず、高等小学校卒の独学力行の人であり、しかも三人には見られないフィールド作業で史料収集を重ねた文字どおり渉猟の人であった。
現下の状況は、残翁が到達した研究水準から一歩も進んでいない部分もあるが、北陸の歴史に関心を持つ者にとって十分に活用するに値する基礎的文献であると、最大の賛辞を送っている。

## 逸話
元亀元年(1570年)5月上旬、守護館が一揆攻めにあい、冨樫泰俊夫妻は三人の子や部下とともに越前金津へ逃れた。同じく守護館に居合わせた泰俊の弟冨樫晴貞らは、大乗寺を経由して河北郡(現金沢市伝灯寺)の伝灯寺へ逃れた。晴貞らは、伝灯寺衆徒の援護を受けながら戦ったが、一揆勢には勝てず自害することになる。残翁は、冨樫泰俊の末裔で、泰俊から数えて十三代に当たる押野後藤家(押野冨樫氏と称される場合もある)の十二代後藤義賢を訪ねている。晴貞の墓が荒れて寂れていることを訴え、新しい用地を確保して墓地を整備するための資金援助を乞うたのである。内科医院を開業していた後藤義賢は快諾し、その結果整備されたのが現在の墓地である。残翁も義賢も共に現在の野々市市の人であり、誰よりも冨樫氏に係わりが深い人達であるからこそ行えた墓地整備であり、晴貞の死から400年近くを経ても、郷土に対する思い入れが人々の間に強く残っていた時代でもあった。昭和10年8月のことである。伝灯寺については、加賀藩三代藩主前田利常や五代藩主前田綱紀も整備の手を差し伸べている。
注記
1. 冨樫家尚：石川郡押野の住人で、利仁将軍から数えて14代に当たるとされる史料[5]があるが、冨樫氏の系図[6][7]に現われない。押野荘の地頭冨樫家善の嫡子とする史料[3]もあるが、家善が大乗寺へ田地5町歩を寄進した有名な寄進状の日付は弘長元年(1261年)の開山から85年を経た貞和2年(1346年)になっており、親子の年代が逆転することになって矛盾する。残翁は、家尚の経歴が一日も早く明らかになることを文中で望んでいる。
2. 冨樫晴貞の墓：残翁は、冨樫氏唯一の墓だとして整備に奔走したが、冨樫泰俊の墓も福井県あわら市妙隆寺にあって手厚く供養されている。
3. 浅香年木：昭和9年(1934年)～昭和62年(1987年)、昭和期の日本史学者。金沢大学卒、石川工業高等専門学校教授をへて、金沢女子大学教授。古代・中世北陸の地域史研究をおこなった。著作に「百万石の光と影」、「茜さす日本海文化」、「日本古代手工業史の研究」「治承寿永の内乱論序説」など。
4. 本岡三郎：明治44年(1911年)～平成13年(2002年)、藩政時代の石川郡大衆免村（だいじゅめむら：現金沢市元町）肝煎りの子孫、本岡家に伝来した約1,000点の史料を金沢市近世史料館へ寄贈、著書に「加賀常福寺誌」、「元町の歴史」、「金沢北郊の変貌」などがある。

## 位置情報
- 残翁生誕地 : 北緯36度31分56秒 東経136度36分54秒 / 北緯36.53222度 東経136.61500度
- 水毛家 : 北緯36度31分54秒 東経136度37分4秒 / 北緯36.53167度 東経136.61778度
- 開山塔所跡(大乗寺旧址之図[8]より) : 北緯36度32分3秒 東経136度37分7秒 / 北緯36.53417度 東経136.61861度
- 高安軒(大乗寺創建跡) : 北緯36度32分4秒 東経136度37分16秒 / 北緯36.53444度 東経136.62111度
- 徹通和尚荼毘墓牌 : 北緯36度31分46秒 東経136度36分19秒 / 北緯36.52944度 東経136.60528度
- 冨樫守護館跡 : 北緯36度31分45.78秒 東経136度37分12.96秒 / 北緯36.5293833度 東経136.6202667度
- 押野家善館跡(押野館跡) : 北緯36度32分22.32秒 東経136度37分04.68秒 / 北緯36.5395333度 東経136.6179667度
- 現大乗寺 : 北緯36度31分57秒 東経136度39分32秒 / 北緯36.53250度 東経136.65889度
- 押野後藤家跡 : 北緯36度32分33秒 東経136度36分55秒 / 北緯36.54250度 東経136.61528度
- 伝灯寺 : 北緯36度34分5秒 東経136度42分56秒 / 北緯36.56806度 東経136.71556度
- 冨樫晴貞の墓地 : 北緯36度34分1秒 東経136度42分59秒 / 北緯36.56694度 東経136.71639度